# Красоцин (гмина)
Красоцин (пол. Krasocin) — сельская гмина (волость) в Польше, входит как административная единица во Влощовский повет, Свентокшиское воеводство. Население — 10 804 человека (на 2004 год).

## Демография
| Перепись                       | Всего   | Всего | Женщины | Женщины | Мужчины | Мужчины |
| ------------------------------ | ------- | ----- | ------- | ------- | ------- | ------- |
| Единицы                        | человек | %     | человек | %       | человек | %       |
| Население                      | 10 804  | 100   | 5368    | 49,7    | 5436    | 50,3    |
| Плотность населения (чел./км²) | 55,7    | 55,7  | 27,7    | 27,7    | 28      | 28      |

## Поселения
1. Белина
2. Боровец
3. Брыгидув
4. Букова
5. Халупки
6. Хотув
7. Цесле
8. Чосткув
9. Домбрувка
10. Домбрувки
11. Грущын
12. Хута-Стара
13. Якубув
14. Каролинув
15. Коза-Весь
16. Красоцин
17. Липя-Гура
18. Липе
19. Людыня
20. Мечин
21. Нивиска-Грущыньске
22. Нивиска-Красоциньске
23. Новы-Двур
24. Огройце
25. Олешно
26. Остра-Гурка
27. Острув
28. Подлеско
29. Поромбки
30. Рогалюв
31. Рудник
32. Скоркув
33. Стоевско
34. Сулкув
35. Свидно
36. Велькополе
37. Войцехув
38. Воля-Свидзиньска
39. Выстемпы
40. Заброды
41. Железница

## Известные уроженцы
- Эмиль Годлевский (1847—1930) — физиолог растений и агрохимик.

## Соседние гмины
1. Гмина Ключевско
2. Гмина Лопушно
3. Гмина Малогощ
4. Гмина Пшедбуж
5. Гмина Слупя
6. Гмина Влощова